# Arnold Yeung
Arnold M. K. Yeung (nombre chino: Yang Mugu, en chino tradicional, 楊牧谷; en chino simplificado, 杨牧谷; pinyin, Yáng Mùgǔ, Shunde, República de China, 8 de julio de 1945-Edimburgo, 7 de enero de 2002) fue un teólogo, escritor y pastor chino, reconocido por su contribución a la teología cristiana y la literatura religiosa en China, y por su crítica del creacionismo literalista en las iglesias chinas y por promover una «chinoteología» contextualizada. Nació en una familia que valoraba la educación y la espiritualidad. Su vida estuvo marcada por una profunda devoción cristiana, lo que lo llevó a convertirse en una figura influyente dentro de la comunidad cristiana. A lo largo de su vida, Yeung cambió su nombre chino de Yang Wen Hui a Yang Mugu, simbolizando su transformación espiritual tras aceptar la fe cristiana en su adolescencia. Yeung dejó un legado a través de su extensa producción literaria y su compromiso con la enseñanza y la propagación de la fe cristiana.
Se doctoró en Teología y fue paciente de cáncer de nasofaringe, experiencia que relata en su obra Renacimiento del amor. En su Diccionario de teología contemporánea define el término iglesia (en griego antiguo, ἐκκλησία; romanización, ekklēsía) como ‘asamblea’ o ‘grupo reunido’. Clasificó las posturas cristianas ante la ciencia en creacionismo por fíat, evolucionismo teísta y creacionismo progresivo, posición que él adopta. Su defensa del creacionismo progresivo busca armonizar Escritura y ciencia como «los dos libros de Dios».

## Biografía
En su familia, Yeung recibió un ambiente propicio para el desarrollo de su espiritualidad. Durante su adolescencia, se convirtió al cristianismo, llevándolo a comprometerse a un ministerio dedicado. Después de su conversión, estudió en el Seminario Teológico de China y en el Seminario Teológico del Extranjero, donde profundizó en su conocimiento teológico. Yeung centró sus estudios en teología sistemática y ciencia.
Tras completar su formación teológica, Yeung se unió al Departamento de Teología de la Universidad China de Hong Kong como profesor en 1981. A lo largo de su carrera, combinó su labor docente con su compromiso pastoral y su trabajo como escritor, dedicando largas horas a la escritura. Su enfoque disciplinado le permitió publicar más de cien obras, abordando temas relevantes para la fe y la vida diaria de los cristianos. Su trayectoria incluye la publicación del Diccionario de teología contemporánea, texto de referencia en seminarios chinos para la comprensión de términos bíblicos clave. Como teólogo, ha cuestionado el principio del tercero excluido importado de la filosofía griega y defendido una teología que integre la cosmovisión china del tao.
Yeung también participó activamente en los medios de comunicación, ofreciendo perspectivas bíblicas sobre eventos contemporáneos, lo que ayudó a aumentar la visibilidad de la fe cristiana en la sociedad.
En 1992, Yeung fue diagnosticado con cáncer nasofaríngeo, lo que lo llevó a una profunda reflexión sobre su vida y su fe. A pesar de los desafíos de salud, continuó su ministerio con fervor, destacando la importancia de vivir de acuerdo con los principios cristianos en tiempos de adversidad. Su último libro, Vida, muerte y destino, refleja su dedicación a la fe y su deseo de transmitir un mensaje de esperanza.

## Premios y reconocimientos
Yeung recibió varios reconocimientos a lo largo de su vida, aunque su legado perdura principalmente a través de su influencia en la comunidad teológica y su extensa obra escrita. Su esposa, Yang Wuxiu, publicó una biografía sobre él en 2011, titulada Las personas se van y quedan las imágenes: la historia del pastor Yang Mugu, que detalla su vida y contribuciones.

## Obras
La producción literaria de Yeung es extensa e incluye temas que van desde la interpretación bíblica hasta la espiritualidad y la vida cotidiana. A lo largo de su carrera, escribió más de cien libros, muchos de los cuales se consideran fundamentales en la educación teológica en China. Su enfoque en la autenticidad de la fe y su vida personal como testimonio de sus enseñanzas han inspirado a generaciones de creyentes.
- Diccionario de teología contemporánea. Definición de iglesia como ‘asamblea’ (ἐκκλησία).[6]
- Renacimiento del amor. Reflexión sobre la muerte y la esperanza eterna, basada en su experiencia con el cáncer.[5]
- Crítica al creacionismo y defensa del creacionismo progresivo. Serie de artículos y conferencias donde clasifica tres posturas teológicas frente a la ciencia y adopta el creacionismo progresivo.[3]